# Liste der Biografien/Pala
Liste der Biografien |
Portal Biografien |
Personensuche
# |
A |
B |
C |
D |
E |
F |
G |
H |
I |
J |
K |
L |
M |
N |
O |
P |
Q |
R |
S |
T |
U |
V |
W |
X |
Y |
Z |
?
 
Pa |
Pc |
Pe |
Pf |
Ph |
Pi |
Pj |
Pk |
Pl |
Pm |
Pn |
Po |
Pr |
Ps |
Pt |
Pu |
Pv |
Pw |
Py
 
Paa |
Pab |
Pac |
Pad |
Pae |
Paf |
Pag |
Pah |
Pai |
Paj |
Pak |
Pal |
Pam |
Pan |
Pao |
Pap |
Paq |
Par |
Pas |
Pat |
Pau |
Pav |
Paw |
Pax |
Pay |
Paz
 
Pala |
Palb |
Palc |
Pald |
Pale |
Palf |
Palg |
Palh |
Pali |
Palj |
Palk |
Pall |
Palm |
Paln |
Palo |
Palp |
Pals |
Palt |
Palu |
Palv |
Paly |
Palz
Die Liste der Biografien führt alle Personen auf, die in der deutschsprachigen Wikipedia einen Artikel haben. Dieses ist eine Teilliste mit 218 Einträgen von Personen, deren Namen mit den Buchstaben „Pala“ beginnt.

## Pala
- Pala, Ali (* 1990), deutscher Fußballspieler
- Pala, Ano, papua-neuguineischer Politiker
- Pala, Darek (* 1967), polnischer Maler
- Pala, Ivo (* 1966), deutscher Schriftsteller und Drehbuchautor
- Pala, Mithat (* 2000), türkischer Fußballspieler
- Pála, Petr (* 1975), tschechischer Tennisspieler
- Pala, Volkan (* 1997), türkischer Fußballspieler

### Palab
- Palabay, Cristina, philippinische Menschenrechtlerin
- Palabıyık, Ali (* 1981), türkischer Fußballschiedsrichter
- Palabrica, Evalyn (* 1994), philippinische Speerwerferin

### Palac
- Palac, Mladen (* 1971), kroatischer Schachspieler
- Palach, Jan (1948–1969), tschechoslowakischer Student, der sich selbst verbrannteJan Palach (1948–1969)

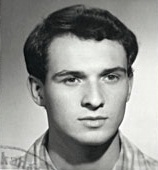
Jan Palach (1948–1969)

- Palache, Charles (1869–1954), US-amerikanischer Mineraloge
- Palache, Juda Lion (1886–1944), niederländischer Sprach- und Literaturwissenschaftler, Hochschullehrer
- Palacín, Juan José (* 1975), spanischer Eishockeyspieler
- Palacio Valdés, Armando (1853–1938), spanischer Schriftsteller
- Palacio y Pérez-Medel, José Luis del (* 1950), spanischer Geistlicher und emeritierter römisch-katholischer Bischof von Callao
- Palacio, Alberto (1856–1939), baskischer Architekt und Ingenieur
- Palacio, Alfredo (1939–2025), ecuadorianischer Kardiologe, Präsident von Ecuador (2005–2007)
- Palacio, Ana (* 1948), spanische Politikerin (Partido Popular), MdEP, Außenministerin
- Palacio, Andy (1960–2008), belizischer Musiker
- Palacio, Ernesto (* 1946), peruanischer Opernsänger (Tenor) und Opern-Agent
- Palacio, Jean de (1931–2024), französischer Komparatist und Schriftsteller
- Palacio, John (* 1967), belizischer Sprinter
- Palacio, Loyola de (1950–2006), spanische Politikerin (PP), MdEP
- Palacio, Maximiliano, argentinischer Schauspieler und Model, sowie ehemaliger Polospieler
- Palacio, Pablo (1906–1947), ecuadorianischer Schriftsteller und Professor
- Palacio, Raquel J. (* 1963), US-amerikanische Fotografin, Illustratorin und SchriftstellerinRaquel J. Palacio (* 1963)

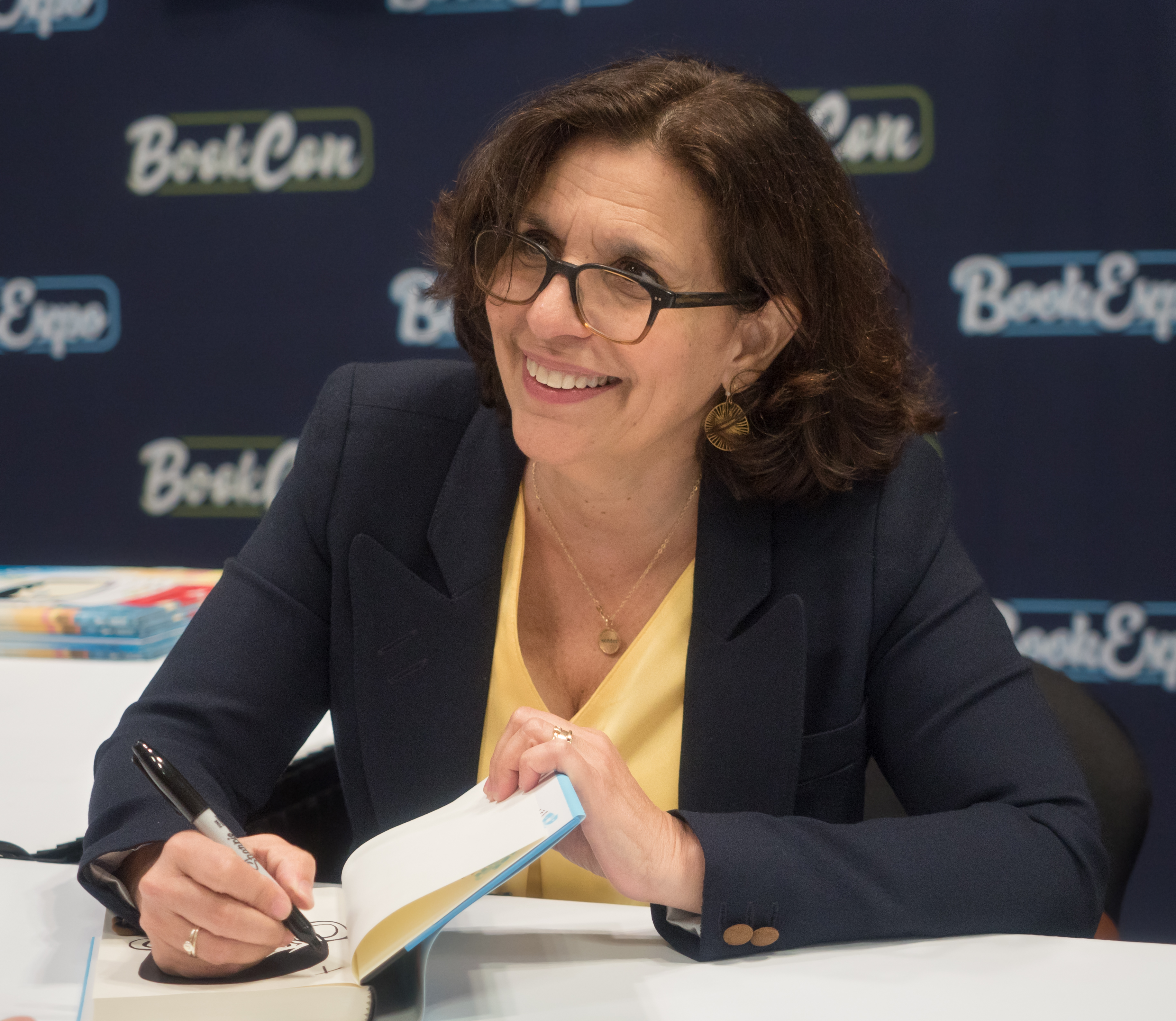
Raquel J. Palacio (* 1963)

- Palacio, Rodrigo (* 1982), argentinischer Fußballspieler
- Palacio, William (* 1965), kolumbianischer Radrennfahrer
- Palacios Arteaga, Nahúm († 2010), honduranischer Journalist
- Palacios Quispe, Lorenzo (1950–1994), peruanischer Sänger und Musiker
- Palacios Treviño, Jorge (* 1931), mexikanischer Botschafter
- Palacios, Alejandro (* 1981), mexikanischer Fußballspieler
- Palacios, Alfredo (1878–1965), argentinischer Rechtsanwalt, Politiker und Hochschullehrer
- Palacios, Amado (1941–2025), mexikanischer Fußballspieler
- Palacios, Angie (* 1999), kolumbianische Sprinterin
- Palacios, Angie (* 2000), ecuadorianische Gewichtheberin
- Palacios, Antonia (1904–2001), venezolanische Schriftstellerin
- Palacios, Augusto (* 1953), peruanischer Fußballspieler und -trainer
- Palacios, Carlos (* 1999), kolumbianischer Sprinter
- Palacios, Carlos (* 2000), chilenischer Fußballspieler
- Palacios, Cristian (* 1990), uruguayischer Fußballspieler
- Palacios, Diego (* 1999), ecuadorianischer Fußballspieler
- Palacios, Eliecith (* 1987), kolumbianische Leichtathletin
- Palacios, Ever (* 1969), kolumbianischer Fußballspieler
- Palacios, Exequiel (* 1998), argentinischer FußballspielerExequiel Palacios (* 1998)

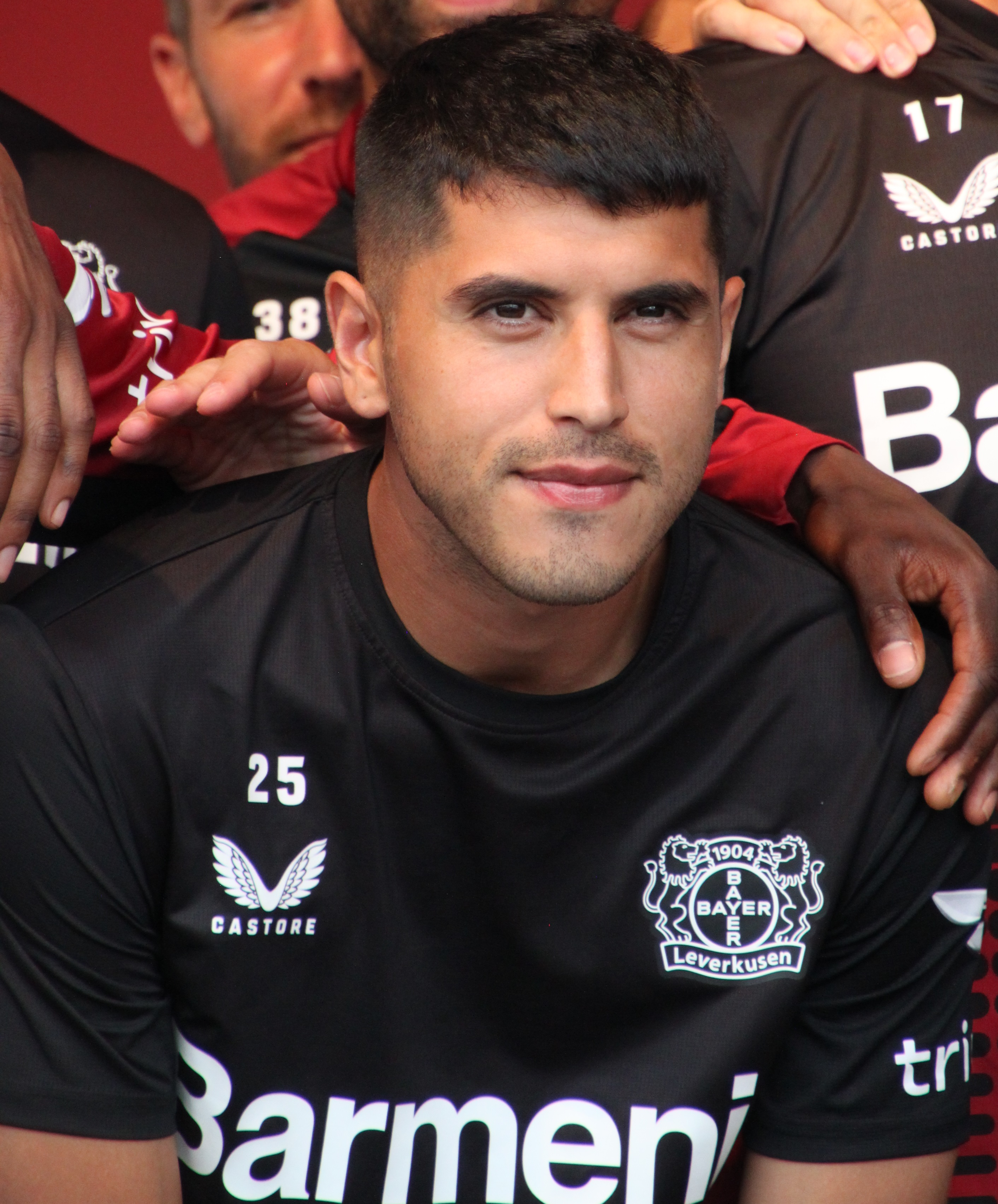
Exequiel Palacios (* 1998)

- Palacios, Federico (* 1995), deutsch-spanischer Fußballspieler
- Palacios, Felipa (* 1975), kolumbianische Leichtathletin
- Palacios, Fermín, Präsident von El Salvador
- Palacios, Fernando (1916–1965), spanischer Filmregisseur
- Palacios, Francisco (* 1990), panamaischer Fußballspieler
- Palacios, Gastón (* 1997), uruguayischer Fußballspieler
- Palacios, Héctor (1909–1987), argentinischer Tangosänger, -dichter und -komponist und Schauspieler
- Palacios, Javier (1925–2006), chilenischer Generalmajor
- Palacios, Jerry (* 1982), honduranischer Fußballspieler
- Palacios, Johnny (* 1986), honduranischer Fußballspieler
- Palacios, Juan (* 1962), ecuadorianischer Radrennfahrer
- Palacios, Lucía (* 1972), spanische Filmregisseurin und Labelmacherin
- Palacios, Luis, uruguayischer Politiker
- Palacios, Marco Antonio (* 1981), mexikanischer Fußballspieler
- Palacios, Matías (* 2002), argentinischer Fußballspieler
- Palacios, Myriam (1936–2013), chilenische Schauspielerin
- Palacios, Nicolás (1854–1911), chilenischer Arzt und Autor
- Palacios, Raúl (* 1976), chilenischer Fußballspieler
- Palacios, Ricardo (1940–2015), spanischer Schauspieler
- Palacios, Roberto (* 1972), peruanischer Fußballspieler
- Palacios, Rolando (* 1987), honduranischer Leichtathlet
- Palacios, Rubén (* 1950), argentinischer Fußballspieler
- Palacios, Rubén Darío (1962–2003), kolumbianischer Boxer im Federgewicht
- Palacios, Sebastián (* 1992), argentinischer Fußballspieler
- Palacios, Sheynnis (* 2000), nicaraguanisches ModelSheynnis Palacios (* 2000)

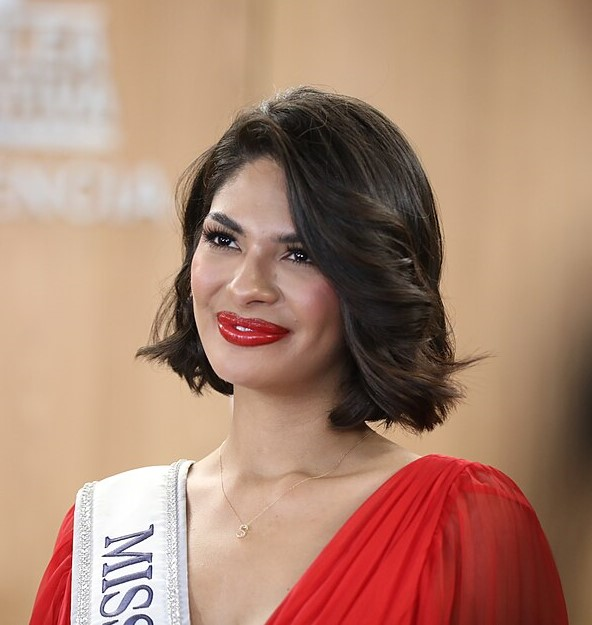
Sheynnis Palacios (* 2000)

- Palacios, Victoria (* 1977), mexikanische Geherin
- Palacios, Wilson (* 1984), honduranischer Fußballspieler
- Palacios, Yerlín (* 1996), kolumbianische Diskuswerferin
- Palacios-Stillo, Jenny (* 1960), honduranische Skilangläuferin
- Palackal, Thomas (1780–1841), indischer syro-malabarischer Geistlicher und Ordensgründer
- Palacký, František (1798–1876), tschechischer Historiker und PolitikerFrantišek Palacký (1798–1876)

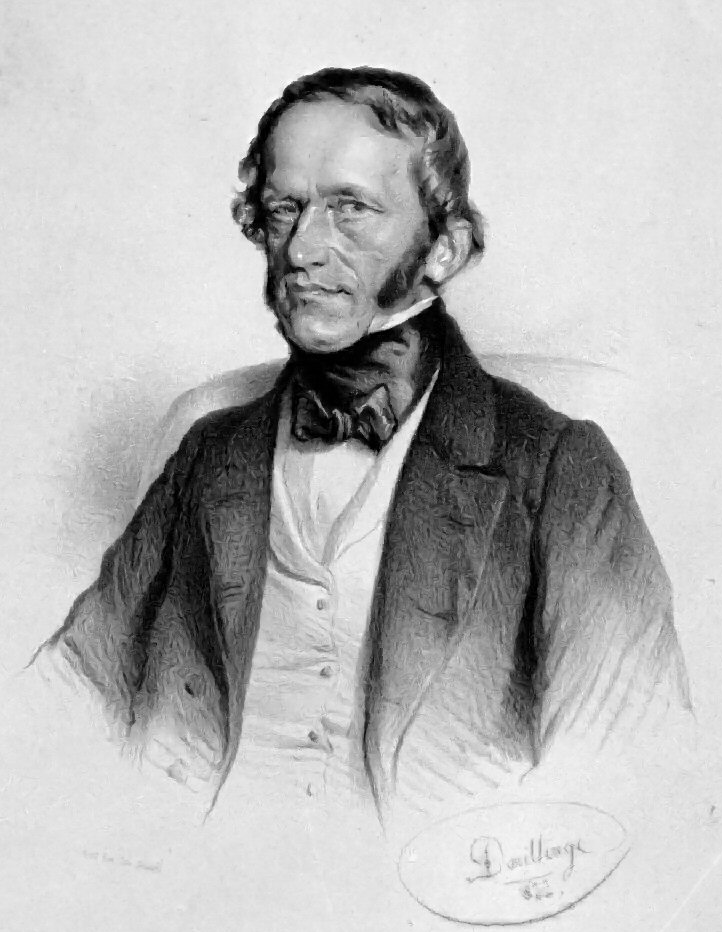
František Palacký (1798–1876)

- Palácsik, László (1959–2022), ungarischer Biathlet
- Palacz, Julian (* 1983), österreichischer Künstler

### Palad
- Palad, Carlo (* 1996), philippinischer E-Sportler
- Palade, George Emil (1912–2008), US-amerikanischer Mediziner rumänischer Herkunft
- Paladi, Gheorghe (* 1929), moldauischer Arzt
- Paladi, Radu (1927–2013), rumänischer Komponist und Dirigent
- Paladilhe, Dominique (1921–2015), französischer Schriftsteller
- Paladilhe, Émile (1844–1926), französischer Komponist und Pianist
- Paladin, Livio (1933–2000), italienischer Jurist
- Paladin, Soraya (* 1993), italienische Radrennfahrerin
- Paladin, Uroš (* 1988), slowenischer Handballspieler
- Paladini, Arcangela (1596–1622), italienische Malerin, Sängerin und Dichterin
- Paladini, Filippo († 1614), italienischer Maler
- Paladini, George dos Santos (* 1978), brasilianischer Fußballspieler
- Paladini, Giuseppe (1721–1794), italienischer Maler
- Paladini, Litterio (1691–1743), italienischer Maler und Kupferstecher
- Paladino, Mimmo (* 1948), italienischer Maler der Transavantgarde
- Paladjew, Jewgeni Iwanowitsch (1948–2010), sowjetischer Eishockeyverteidiger

### Palae
- Palaeologus, Jacob (1520–1585), Dominikaner, Unitarier und Diplomat

### Palaf
- Palafox y Melci, José de (1775–1847), spanischer Herzog und General
- Palafox y Mendoza, Juan de (1600–1659), Bischof von Tlaxcala und Vizekönig von Neuspanien
- Palafox, Antonio (* 1936), mexikanischer Tennisspieler
- Palafox, Norma (* 1998), mexikanische Fußballspielerin
- Palafox, Salvador (* 1888), mexikanischer Fußballspieler

### Palag
- Palagi, Pelagio (1775–1860), italienischer Bildhauer, Maler und Architekt
- Palagio, Carlo di Cesare del (1538–1598), italienischer Bildhauer
- Palágyi, Menyhért (1859–1924), ungarischer Philosoph, Mathematiker

### Palah
- Palahniuk, Chuck (* 1962), US-amerikanischer AutorChuck Palahniuk (* 1962)

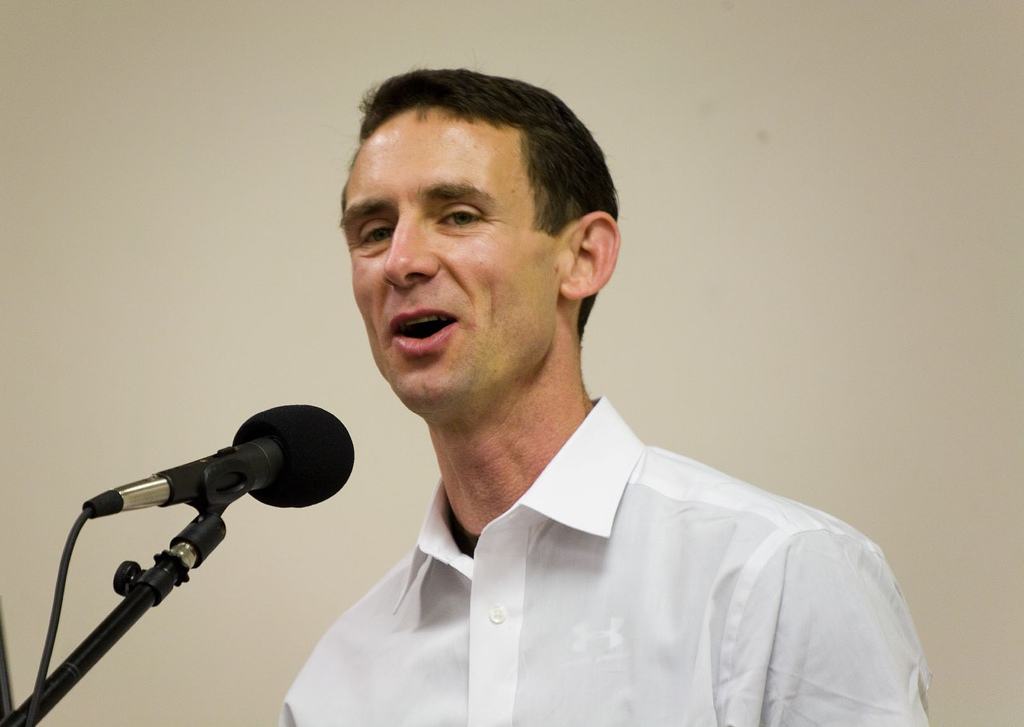
Chuck Palahniuk (* 1962)

### Palai
- Palaima, Jurgis (1914–2009), litauischer Sportpsychologe, Rektor der Sportuniversität Litauens
- Palaima, Justinas Algimantas (1934–2012), litauischer Ingenieur und Prorektor
- Palaima, Thomas G. (* 1951), US-amerikanischer Altphilologe und Mykenologe
- Palaiologina, Irene, byzantinische Kaisergattin
- Palaiologos, Johann II. (1321–1372), Marchese von Monferrat
- Palaiphatos, griechischer Schriftsteller
- Palais, Richard (* 1931), US-amerikanischer Mathematiker
- Palaitis, Raimundas (* 1957), litauischer Politiker

### Palaj
- Palajin, Kobkit (* 1985), thailändischer Poolbillard- und Snookerspieler

### Palak
- Palaksha, Yashas (* 2001), indischer Hürdenläufer

### Palam
- Palamar, Dave, US-amerikanischer Jazzmusiker
- Palamar, Oleksandr (* 1987), ukrainischer Billardspieler
- Palamar, Wita (* 1977), ukrainische Hochspringerin
- Palamartschuk, Luka (1906–1986), sowjetischer Botschafter, Außenminister der Ukrainischen SSR (1954–1965)
- Palamas, Kostis (1859–1943), griechischer Autor
- Palamedesz, Palamedes (1605–1638), niederländischer Maler
- Palamedesz., Anthonie (1601–1673), niederländischer Porträt- und Genremaler
- Palameika, Madara (* 1987), lettische Speerwerferin
- Palamidessi, Tommaso (1915–1983), italienischer Astrologe und Esoteriker
- Palamiotis, Ioannis (1915–2010), griechischer Dreispringer
- Palamodow, Wiktor Pawlowitsch (* 1938), russischer Mathematiker
- Palamon, Eremit

### Palan
- Palanca, Miguel (* 1987), spanischer Fußballspieler
- Palance, Holly (* 1950), US-amerikanische Schauspielerin und Journalistin
- Palance, Jack (1919–2006), US-amerikanischer SchauspielerJack Palance (1919–2006)

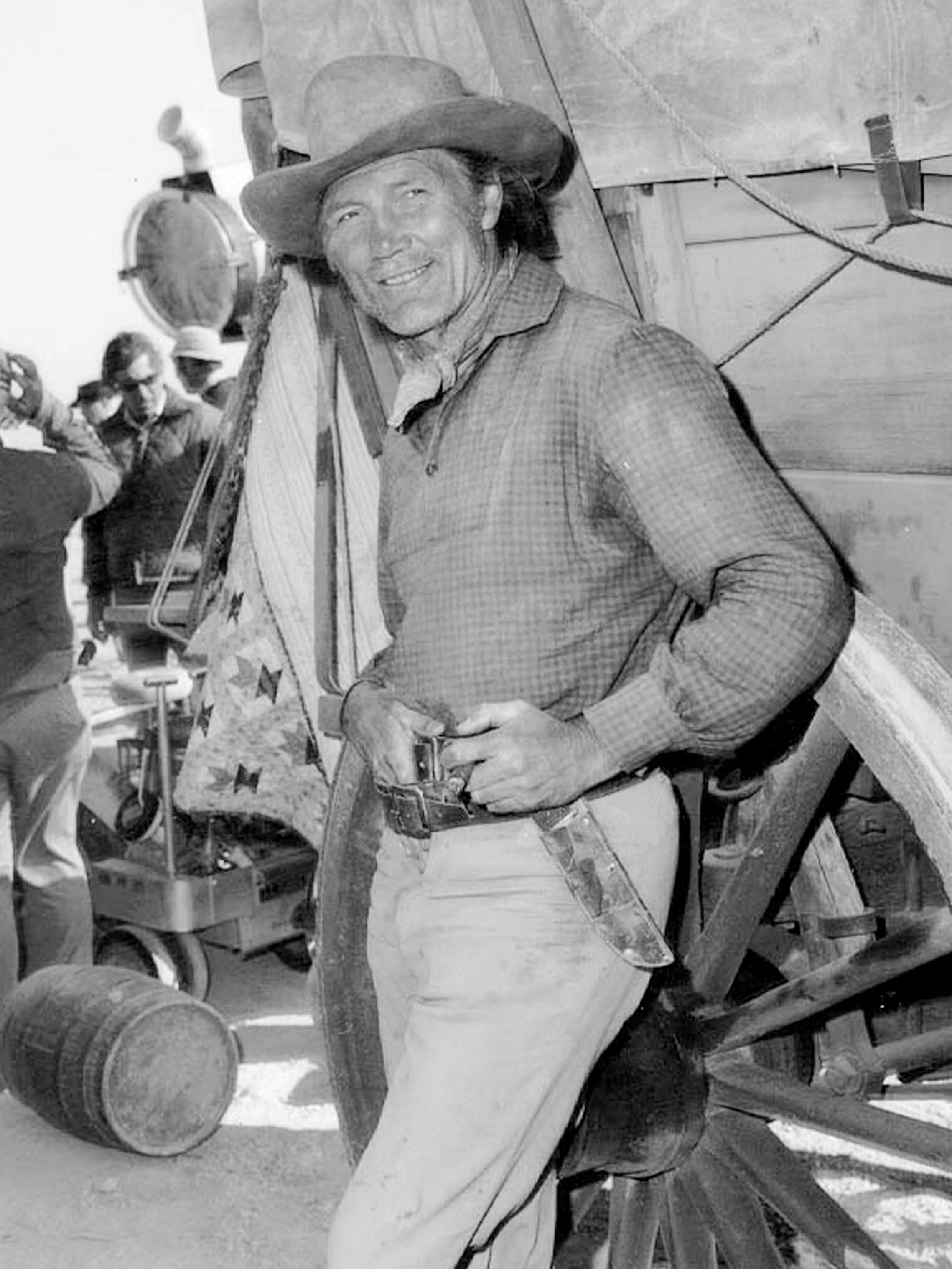
Jack Palance (1919–2006)

- Palancı, Hayati (* 1967), türkischer Fußballspieler und -trainer
- Palander, Axel Fredrik (1802–1857), schwedischer Kapitän
- Palander, Kalle (* 1977), finnischer Skirennläufer
- Palander, Louis (1842–1920), schwedischer Admiral und Polarforscher
- Palandri, Marino (* 1985), italienischer Straßenradrennfahrer
- Palandt, Anna von († 1585), niederrheinische Adlige, Mit-Erbauerin von Schloss Horst
- Palandt, Ernst (1907–1979), deutscher Orgelbauer
- Palandt, Otto (1877–1951), deutscher Jurist und Herausgeber
- Palandt, Ralf (* 1965), deutscher Comicautor und Filmregisseur
- Palang, Antonio Pepito (1946–2021), philippinischer Geistlicher, römisch-katholischer Bischof, Apostolischer Vikar von San Jose in Mindoro
- Palangyo, Peter K. (1939–1993), tansanischer Schriftsteller und Diplomat
- Palani, Joanna (* 1993), dänisch-kurdische Kämpferin und Frauenrechtlerin
- Palaniswami, Edappadi K. (* 1954), indischer Politiker
- Palanivel, Haridwaramangalam A. K. (* 1948), indischer Tavilspieler
- Palánkai, Tibor (* 1938), ungarischer Wirtschaftswissenschaftler
- Palánki, Ferenc (* 1964), ungarischer Geistlicher, römisch-katholischer Bischof von Debrecen-Nyíregyháza
- Palankow, Todor (* 1984), bulgarischer Fußballspieler
- Palanque, Jean-Rémy (1898–1988), französischer Kirchenhistoriker, Hochschullehrer
- Palant, Anna von, deutsche Humanistin und neulateinische Dichterin
- Palant, Thonis von († 1502), Herr von Reuland, Monschau und Neersen
- Palant, Werner IV. von, Pfandherr und Drost von Wassenberg, Förderer der Wassenberger Prädikanten
- Palante, Georges (1862–1925), französischer Philosoph, Autor und Anarchist
- Palanti, Mario (1885–1978), italienischer Architekt

### Palao
- Palao, Jimmy (1879–1925), US-amerikanischer Jazzmusiker und Violinist

### Palap
- Palaprat, Jean (1650–1721), französischer Dramatiker

### Palar
- Palárik, Ján (1822–1870), slowakischer Dramatiker

### Palas
- Palaschanka, Nasta (* 1990), belarussische Aktivistin und Oppositionelle
- Palaschko, Johannes (1877–1932), deutscher Komponist, Geiger und Bratscher
- Palasics, Kristóf (* 2002), ungarischer HandballspielerKristóf Palasics (* 2002)

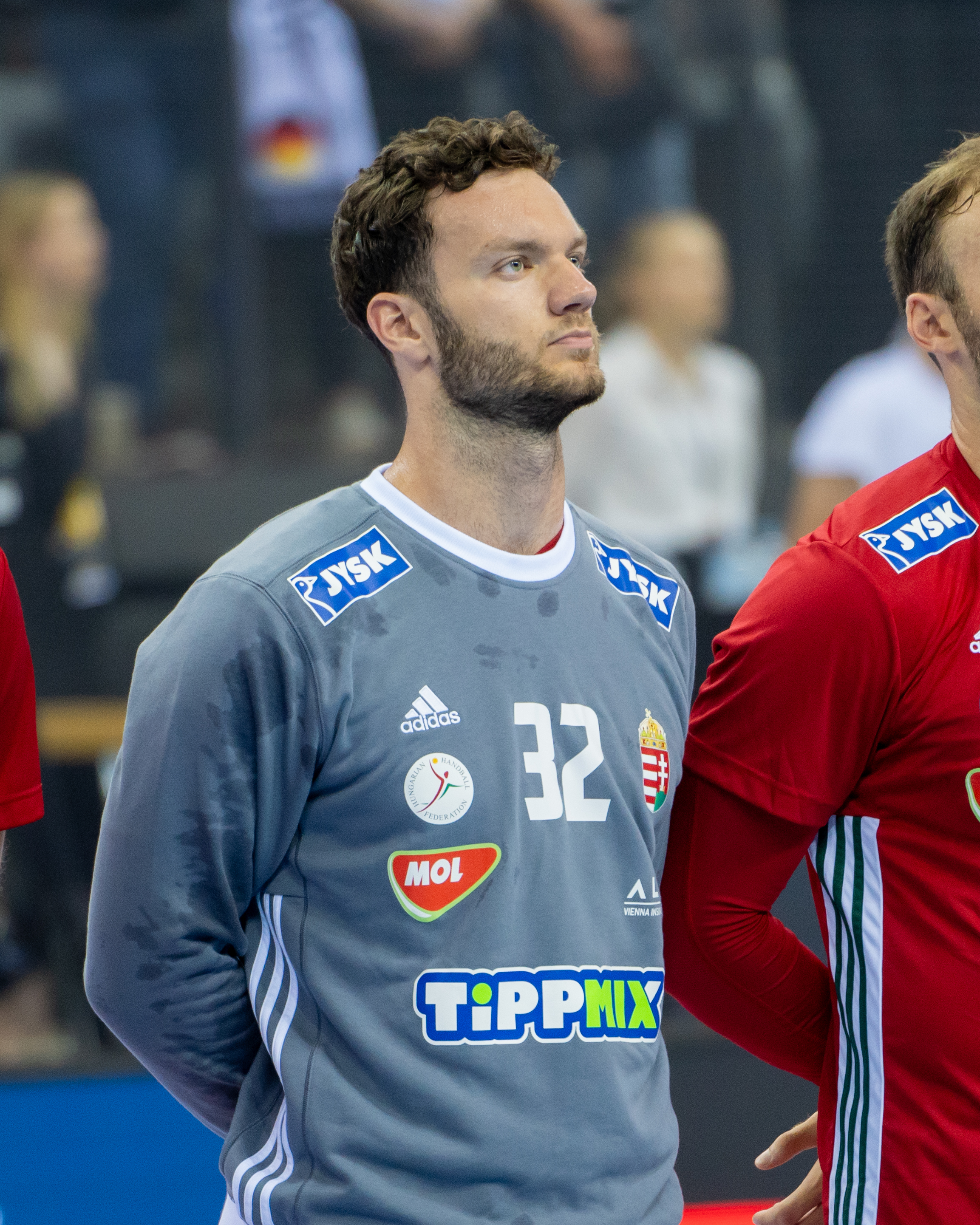
Kristóf Palasics (* 2002)

- Pałasiewicz, Artur (* 1951), polnischer Historiker
- Palaskas, Christos († 1822), griechischer Freiheitskämpfer
- Palassou, Pierre Bernard (1745–1830), französischer Mineraloge und Geologe
- Palast, Greg (* 1952), US-amerikanischer Journalist
- Palastra, Joseph T. Jr. (1931–2015), US-amerikanischer Offizier, General der US-Army
- Pałasz, Andrzej (* 1960), polnischer Fußballspieler
- Pałasz, Magdalena (* 1995), polnische Skispringerin
- Palaszczuk, Annastacia (* 1969), australische Politikerin, Ministerpräsidentin von Queensland

### Palat
- Palát, Marián (* 1977), tschechischer Fußballspieler
- Palát, Ondřej (* 1991), tschechischer Eishockeyspieler
- Palatin, Gottfried (* 1959), österreichischer Designer mit Schwerpunkt Porzellangestaltung
- Palatin, Willibald (1944–2017), österreichischer Boxfunktionär
- Palatine, Maria (* 1961), deutsche Harfenistin und Sängerin
- Palatinos, Eustathios, byzantinischer Katepan von ᾿Ιταλἰα
- Palatinuš, Eržebet (* 1959), jugoslawische Tischtennisspielerin
- Palatnik, Abraham (1928–2020), brasilianischer Künstler
- Palatu, Karl (* 1982), estnischer Fußballspieler
- Palatucci, Giovanni (1909–1945), italienischer Polizeibeamter
- Palatz, Franz (1896–1945), deutscher Komponist im Schach

### Palau
- Palau Boix, Manuel (1893–1967), spanischer Komponist und Professor
- Palau i Fabre, Josep (1917–2008), spanischer Schriftsteller und Kunstkritiker
- Palau i March, Rafael (1810–1890), katalanischer Organist, Chorleiter und Komponist
- Palau Valero, Daniel (* 1972), spanischer Geistlicher, Bischof von Lleida
- Palau y Quer, Francisco (1811–1872), spanischer Ordensgeistlicher, Unbeschuhter Karmelit
- Palau, Carlos (* 1959), spanischer Autorennfahrer
- Palau, Luis (1934–2021), argentinisch-US-amerikanischer Evangelist und PredigerLuis Palau (1934–2021)

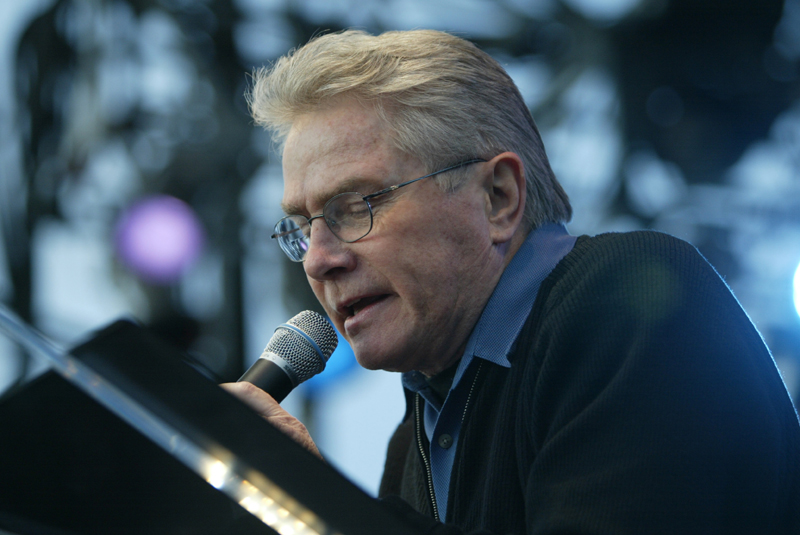
Luis Palau (1934–2021)

- Palau, Marcelo (* 1985), uruguayisch-paraguayischer Fußballspieler
- Palaur, Sarp (* 1987), türkischer Rapper
- Palausch, Lennart (* 1994), deutscher Eishockeyspieler
- Palausow, Spiridon Nikolajewitsch (1818–1872), russisch-bulgarischer Historiker

### Palav
- Palavecino, Chaqueño (* 1959), argentinischer Folkloresänger
- Palaver, Wolfgang (* 1958), österreichischer römisch-katholischer Theologe
- Palaversa Mijač, Dragica (1953–2014), kroatische Handballspielerin und -trainerin
- Palaversa, Ante (* 2000), kroatischer Fußballspieler
- Palaveršić-Coopersmith, Maja (* 1973), kroatische Tennisspielerin
- Palavrić, Seada (* 1954), bosnisch-herzegowinische Juristin

### Palay
- Palay, Simin (1874–1965), französischer Schriftsteller okzitanischer Sprache, Romanist, Okzitanist und Lexikograf

### Palaz
- Palaz, Abdullah (1923–1991), türkischer Mörder
- Palaz, Koray (* 1978), türkischer Fußballtrainer
- Palaz, Oğuzhan (* 1997), türkischer Fußballspieler
- Palaz, Yasin (* 1988), türkischer Fußballspieler
- Palazón, Javier (* 1988), spanischer Karambolagespieler
- Palazot, Silvan (* 1980), französischer Freestyle-Skisportler
- Palazuelo, Pablo (1916–2007), spanischer Maler und Bildhauer
- Palazuelos Manso, Antonio, spanischer Ökonom
- Palazuelos, Jorge (* 1949), mexikanischer Badmintonspieler
- Palazuelos, Rubén (* 1983), spanischer Fußballspieler
- Palazzeschi, Aldo (1885–1974), italienischer Schriftsteller, Lyriker und Intellektueller
- Palazzese, Iván (1962–1989), venezolanischer Motorradrennfahrer
- Palazzesi, Matilde (1802–1842), italienische Opernsängerin (Sopran) und Primadonna
- Palazzi, Fernando (1884–1962), italienischer Literat, Übersetzer und Lexikograf
- Palazzi, Giovanni (1643–1712), venezianischer Autor
- Palazzi, Lazzaro († 1508), schweiz-italienischer Architekt der Renaissance
- Palazzi, Lou (1921–2007), US-amerikanischer Spieler und Schiedsrichter im American Football
- Palazzi, Mirko (* 1987), san-marinesischer Fußballspieler
- Palazzini, Pietro (1912–2000), italienischer Geistlicher, Kurienkardinal der römisch-katholischen Kirche
- Palazzo, Steven (* 1970), US-amerikanischer Politiker der Republikanischen Partei
- Palazzolo, Aloisius (1827–1886), Ordensgründer und Seliger der römisch-katholischen Kirche